# Dommartin-lès-Vallois
Dommartin-lès-Vallois è un comune francese di 56 abitanti situato nel dipartimento dei Vosgi nella regione del Grand Est.

## Società

### Evoluzione demografica
Abitanti censiti